# Acanthoecidae
Famille
Les Acanthoecidae sont une famille de Choanozoaires de l’ordre des Acanthoecida (classe des Choanoflagellatea).

## Étymologie
Le nom de la famille vient du genre type Acanthoeca, dérivé du grec ancien άκανθα  / akantha « épine », et thec-, « boite, étui ; alvéole », en référence à la morphologie de ces protistes.

## Description
L’espèce Acanthoeca spectabilis Ellis, 1930, a un corps cellulaire allongé, avec une extrémité postérieure pointue qui s’insère dans la chambre principale de la lorique. La cellule mesure environ 6 µm de long et possède un flagelle. Le collet pseudopodial est plus court que la cellule, et la lorique de forme conique, se rétrécit postérieurement formant un pédoncule.

## Habitat
L’espèce Acanthoeca spectabilis a été observée dans des sédiments de stromatolithes de la baie Shark (Australie-Occidentale).

## Liste des genres
Selon IRMNG (1 avril 2025) :
- Acanthoeca Ellis, 1933 : genre type
- Acanthoecopsis R.E. Norris, 1965
- Amoenoscopa Hara & Takahashi, 1987
- Bicosta B.S.C. Leadbeater, 1978
- Calliacantha B.S.C. Leadbeater, 1978
- Calotheca Thomsen & Moestrup, 1983 : « homonyme junior »
- Campanoeca J. Throndsen, 1974
- Campyloacantha Hara & Takahashi, 1987
- Conion Thomsen, 1982
- Corbicula Meunier, 1910
- Cosmoeca Thomsen in Thomsen & Boonruang, 1984
- Crinolina H.A. Thomsen, 1976
- Crucispina Espeland & Throndsen, 1986
- Diplotheca A. Valkanov, 1970
- Enibas Schiwitza, Arndt & Nitsche, 2019
- Ellisiella R.E. Norris, 1965
- Helgoeca Leadbeater, 2008
- Kakoeca Buck & Marchant in Buck, Marchant, Thomsen & Garrison, 1990
- Monocosta H.A. Thomsen, 1979
- Nannoeca Thomsen, 1988
- Parvicorbicula Deflandre, 1960
- Platypleura Thomsen in Thomsen & Boonruang, 1983
- Pleurasiga Schiller, 1925
- Polyfibula Manton & Bremer, 1981
- Polyoeca Kent, 1880
- Saepicula Leadbeater, 1980
- Saroeca H.A. Thomsen, 1979
- Savillea Loeblich III, 1967
- Spinoeca Thomsen, 1995
- Spiraloecion Marchant & Perrin, 1986
- Sportelloeca R.E. Norris, 1965
- Stephanacantha Thomsen in Thomsen & Boonruang, 1983
- Stephanoeca Ellis, 1930
- Syndetophyllum Thomsen & Moestrup, 1983
- Thomsenella Özdikmen, 2009
- Volkanus Özdikmen, 2009

## Systématique
Le nom valide de ce taxon est Acanthoecidae Norris (d), 1965,.
Acanthoecidae a pour synonyme Acanthoecaceae, c'est sous ce synonyme que Norris a nommé cette famille en 1965.

### Publication originale
- (en) Richard E. Norris, « Neustonic Marine Craspedomonadales (Choanofiagellates) from Washington and California », Journal of Protozoology, États-Unis, vol. 12, no 4,‎ novembre 1965, p. 589-602 (ISSN 0022-3921, e-ISSN 2375-0804, DOI 10.1111/j.1550-7408.1965.tb03260.x).